# Patrick Lichfield

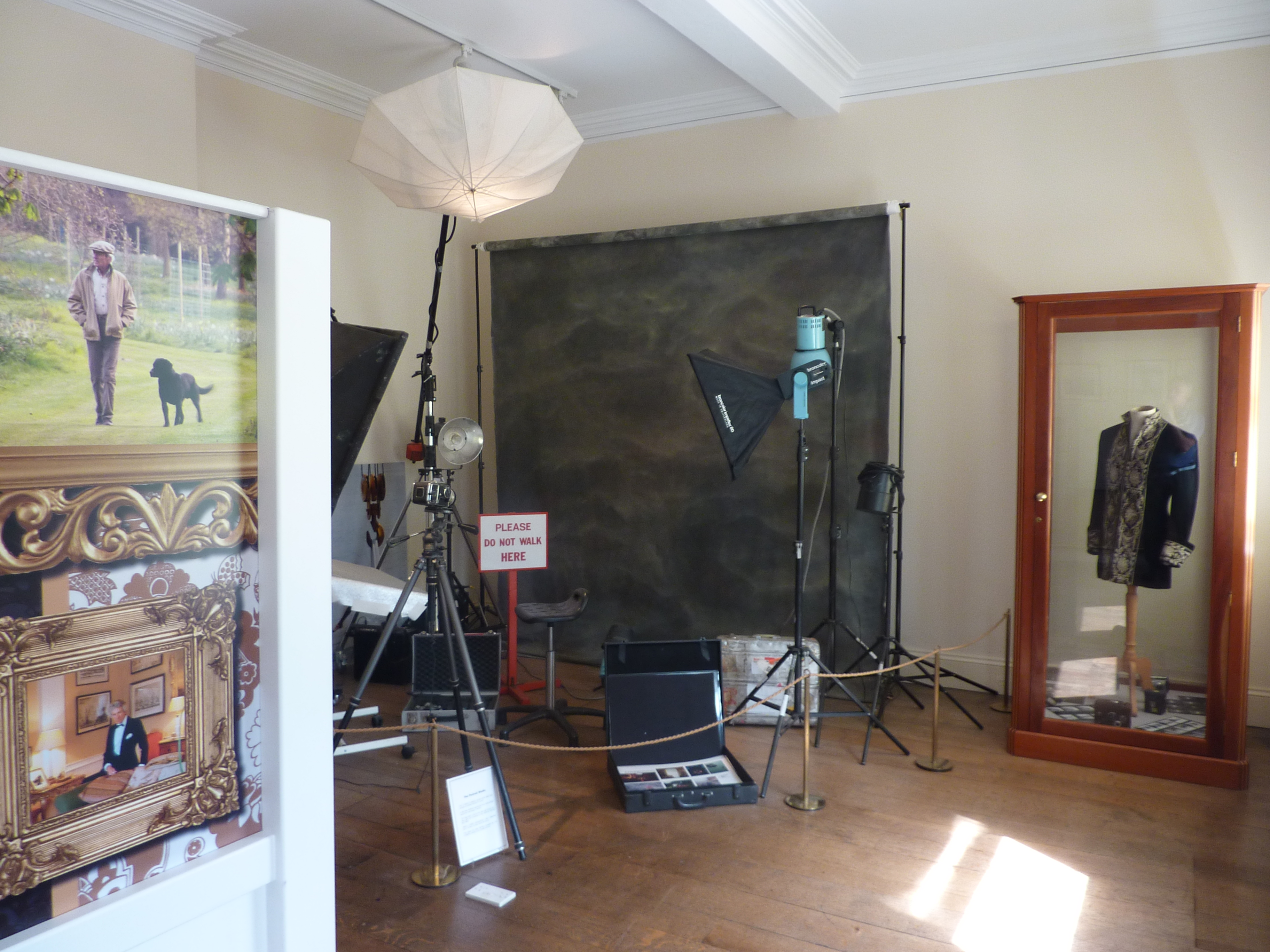
studio

Thomas Patrick John Anson (ur. 25 kwietnia 1939, zm. 11 listopada 2005 w John Radcliffe Hospital w Oksfordzie) – brytyjski arystokrata i fotograf, syn Thomasa Ansona, wicehrabiego Anson (syna 4. hrabiego Lichfield), i Anne Bowes-Lyon, córki Johna Bowes-Lyona, wuja królowej Elżbiety II. Jest znany pod nazwiskiem Patrick Lichfield.
Wykształcenie odebrał w Harrow School i w Royal Military Academy w Sandhurst. Później wstąpił do Grenadier Guards (w 1959). Rok później zmarł jego dziadek i Patrick został 5. hrabią Lichfield (jego ojciec zmarł w 1958) i zyskał prawo do zasiadania w Izbie Lordów. Po latach lord Lichfield tak wspominał pewien pojedynek bokserski w jakim brał udział podczas służby w wojsku: 

Kiedy powiedzieli: "W lewym rogu lord Lichfield", publika krzyczała "Boooo!". Kiedy powiedzieli: "W prawym rogu Cook Harrison", wszyscy krzyczeli: "Dalej Harry, zrób z niego miazgę!", co mu się oczywiście udało.

 Z wojska odszedł w 1962 r. i rozpoczął pracę fotografa.
Fotografią zainteresował się jeszcze w Harrow School, gdzie dorabiał sprzedając tanie zdjęcia. W pracy używał nazwiska Patrick Lichfield. Karierę rozpoczynał w magazynach Life i Queen Magazine. Szybko zyskał uznanie dla swoich fotografii. W karierze pomogły mu koligacje z rodziną królewską. W latach 70. został jednym z oficjalnych fotografów Domu Windsorów, a w 1981  został wybrany do robienia oficjalnych zdjęć ze ślubu księcia Walii z Dianą Spencer. Pracował również dla magazynu Vogue. Był jednym z pierwszych fotografów, którzy stosowali w swojej pracy zawodowej aparaty cyfrowe. W 2002 r. królowa Elżbieta i książę Edynburga wybrali go jako oficjalnego fotografa Złotego Jubileuszu królowej. Był członkiem Brytyjskiego Instytutu Fotografii Profesjonalnej oraz Królewskiego Towarzystwa Fotograficznego.
Swoje zdjęcia wydał w wielu albumach, m.in. w The Most Beautiful Women (1981), A Royal Album (1982), Patrick Lichfield's Unipart Calendar Book (1982), Patrick Lichfield Creating The Unipart Calendar (1983), Hot Foot To Zabriskie Point (1985) oraz Lichfield on Travel Photography (1986). W 1986 r. wydał swoją autobiografię zatytułowaną Not The Whole Truth ("Niecała prawda"). Był również redaktorem Queen Mother: The Lichfield Selection (1990) oraz Elizabeth R: a photographic celebration of 40 years (1991).
Mieszkał głównie w Londynie, ale posiadał też dom na Karaibach. Weekendy spędzał w swojej wiejskiej rezydencji Shugborough Hall w Staffordshire, gdzie oddawał się swojej drugiej po fotografii pasji - strzelectwu.
8 marca 1975 r. poślubił lady Leonorę Mary Grosvenor (ur. 1 lutego 1949), córkę Roberta Grosvenora, 5. księcia Westminster, i Violi Lyttelton, córki 9. wicehrabiego Cobham. Patrick i Leonora mieli razem syna i dwie córki:
- Rose Meriel Margaret Anson (ur. 1976)
- Thomas William Robert Hugh Anson (ur. 19 lipca 1978), 6. hrabia Lichfield
- Elouise Anne Elizabeth Anson (ur. 1981)

Małżonkowie rozwiedli się w 1986 r. Lord Lichfield nie ożenił się ponownie. Jedną z jego późniejszych partnerek była lady Annuziata Asquith.
10 listopada 2005 r. doznał udaru mózgu i zmarł następnego dnia. Jego pogrzeb odbył się 21 listopada 2005 r. w kościele św. Michała w Colwich w Staffordshire. Tytuł hrabiowski odziedziczył jego jedyny syn.